# Lebara Mobile
Lebara Mobile es una compañía de telecomunicaciones perteneciente a Lebara Group que opera como un operador móvil virtual (MVNO) en Alemania, Australia, Dinamarca, España, Países Bajos, Noruega, Suiza, Francia, Suecia, y Reino Unido.

## España
El 21 de noviembre de 2018, el Grupo MásMóvil compra Lebara España, un operador móvil virtual que operaba en la red de Vodafone con 423.000 clientes, dedicado al segmento del prepago étnico, a Lebara Mobile Group B.V. a través de su filial Lebara Ltd. El precio de la operación fue en principio de 50 millones de euros, ampliable a 55 millones.
Lebara España es una de las marcas de servicios de telecomunicaciones bajo las cuales opera Xfera Móviles, S.A.U. (Yoigo), filial del Grupo MásMóvil, que ofrece telefonía móvil e internet (5G y 4G) en España. Está orientada a llamadas internacionales. Actualmente, dispone de red 5G/LTE propia Yoigo-MásMóvil, 5G/LTE Orange y 3G Movistar.

### Banda ancha móvil
Los bonos de datos son de 7 GB hasta 170 GB, dispone tanto de red 4G como 5G desde abril de 2024.